# Milner’s Kindergarten
Milner’s Kindergarten ist die informelle Bezeichnung für eine einflussreiche politische Gruppierung von Briten, die in der Zeit zwischen dem Zweiten Burenkrieg und der Gründung der Südafrikanischen Union im öffentlichen Dienst von Südafrika unter High Commissioner Alfred Lord Milner arbeiteten.

## Bedeutung der Gruppierung
Die Persönlichkeiten von „Milner’s Kindergarten“ waren Befürworter der Südafrikanischen Union und letztlich auch von weitreichenden Reform, die den Kolonien ein größeres Mitspracherecht im britischen Commonwealth of Nations geben sollten. Nach Milners Pensionierung waren die meisten von ihnen weiter unter seinem Nachfolger William Palmer, 2. Earl of Selborne tätig. Viele von ihnen errangen aufgrund ihrer bei Milner gesammelten Erfahrungen eine gesellschaftspolitische Bedeutung, woran die Bezeichnung als „Kindergarten“ erinnert.
Schlüsselfiguren in diesem Kreis waren:
- Sir Patrick Duncan – Generalgouverneur der Südafrikanischen Union, 1937–1943
- Philip Kerr, 11. Marquess of Lothian – Britischer Botschafter in den USA, 1939–1940
- Robert Brand, 1. Baron Brand – Geschäftsführer von Lazard Brothers bis 1944[Anm. 1]
- Lionel Curtis – Begründer des Royal Institute of International Affairs
- Richard Feetham – zunächst Rechtsanwalt, später Präsident des obersten Gerichtshofes der Südafrikanischen Union
- George Geoffrey Dawson – Herausgeber der Zeitschrift The Times, 1912–1917
- John Buchan, 1. Baron Tweedsmuir – Romanschriftsteller und Generalgouverneur von Kanada, 1935–1940
- Sir Dougal Orme Malcolm
- William Lionel Hichens
- John Dove
- Arthur Frederick Basil Williams – Publizist und Historiker
- Lord Basil Blackwood
- Hugh A. Wyndham
- Sir George V. Fiddes
- Sir John Hanbury-Williams
- Main S. O. Walrond
- Sir Fabian Ware
- William Flavelle Monypenny

Alle Mitglieder der Gruppe wurden zudem Mitglied des 1920 gegründeten Royal Institute of International Affairs.
Viele dieser Männer bildeten auch nach ihrem Dienst in Südafrika einen Zusammenschluss, der als Round Table Movement bekannt wurde. Die von dieser Vereinigung herausgegebene Zeitschrift The Round Table Journal diente der Verbreitung der Idee einer „Föderierten Union“ (Federated Union) anstelle des Britischen Weltreichs. Philip Kerr und Lionel Curtis waren zudem 1938 gemeinsam führend bei Gründung der Federal Union, die sich für den Weltföderalismus einsetzte.
Der Geist von Milner’s Kindergarten wird im Nachruf auf Patrick Duncan in der Septemberausgabe von The Round Table Journal deutlich:

“Duncan became the doyen of the band of brothers, Milner’s young men, who were nicknamed … The Kindergarten, then in the first flush of youthful enthusiasm. It is a fast aging and dwindling band now; but it has played a part in the Union of South Africa colonies, and it is responsible for the foundation and conduct of The Round Table. For forty years and more, so far as the vicissitudes of life have allowed, it has kept together; and always, while looking up to Lord Milner and to his successor in South Africa, the late Lord Selborne, as its political Chief, has revered Patrick Duncan as the Captain of the band.”